# Vulvina
Vulvina ist ein Neologismus aus den Worten Vulva und Vagina und bezeichnet beide Körperteile als physiologische Einheit. Das Wort wurde von der Autorin und Heilpraktikerin Souzan AlSabah unter ihrem Pseudonym Ella Berlin 2011 geprägt.

## Begriff
Um das äußere weibliche Geschlechtsorgan zu beschreiben, wird fälschlicherweise von Laien häufig der Begriff „Vagina“ genutzt. Von Vagina wird gesprochen, obwohl eigentlich die Vulva gemeint ist. Anatomisch ist die Vagina ein Muskelschlauch, der die äußeren Geschlechtsorgane mit der innenliegenden Gebärmutter verbindet. Der Begriff „Vagina“ bezeichnet also einen Teil des Geschlechtsapparats. Die äußerlich sichtbaren Geschlechtsmerkmale des weiblichen Intimbereichs, die den Venushügel, die Klitoris, den Scheidenvorhof, die inneren und äußeren Schamlippen, sowie den Eingang der Vagina umfassen, werden „Vulva“ genannt. Mithu Sanyal führte in ihrer Kulturgeschichte Vulva aus, dass „die Vulva stets als Loch, als Leerstelle, als Fehlen von etwas“ beschrieben werde. Die Wortschöpfung „Vulvina“ drücke die Gesamtheit von Vagina und Vulva aus. Mit ihr soll das Sprechen über Sexualität verändert werden. Eine positive Selbstbezeichnung für das weibliche Genital ermögliche nach Meinung von Souzan AlSabah einen selbstbestimmten Kontakt zum eigenen Körper.

## Rezeption und Wortverwendung
Wer vom weiblichen Genital als Vagina, auf Deutsch: Scheide, spricht, reduziere das Organ nach Ansicht von Jana Petersen auf etwas, „das nur aus einer heterosexuellen, erwachsenen, männlichen Perspektive sinnvoll ist, aus der Sicht von jemandem, der ein Schwert hat, das er irgendwo reinstecken will.“ Der Begriff Vulvina fülle eine sprachliche Leerstelle. Die Sexologin Ann-Marlene Henning schlug laut Ralf Pampel in ihrem Aufklärungsbuch für Erwachsene 2014 vor, die Worte Vulva und Vagina durch die Wortschöpfung Vulvina zu ersetzen, „um eine weniger schambehaftete und korrektere Sprache zu finden“. Die Pädagogin Barbara Focks argumentiert, dass es notwendig sei „eine klare, diskriminierungs- und schamfreie Sprache zu finden“, damit Kinder eine bejahende Haltung zur Sexualität entwickeln können. Sie verwendet Vulva/Vulvina synonym.
Das Wort findet vor allem Anwendung im sexualpädagogischen Bereich und der Sexualaufklärung, in der Beratung von Mädchen und Frauen und von Betroffenen von intersektionaler Diskriminierung. Es wird vereinzelt auch in akademischen Diskursen benutzt, so in einem Beitrag der Theaterwissenschaftlerin Lea-Sophie Schiel über die New Yorker Performance-Künstlerin Annie Sprinkle, veröffentlicht in dem Sammelband Nacktheit – transdisziplinäre anthropologische Perspektiven. In einem 2023 erschienenen Buch zum Thema Transgeschlechtlichkeit und Identitätspolitik gebrauchen die Autoren den Begriff durchgängig („ein Mensch mit Vulvina und ein Mensch mit Penis“).
Im Unterhaltungsbereich wurde diese Wortneubildung satirisch von Dieter Nuhr verwendet.